# Danemark aux Jeux olympiques d'hiver de 1998
Le Danemark participe pour la neuvième fois aux Jeux olympiques d'hiver en tant que tel. Sa délégation comportant 12 athlètes (7 hommes pour cinq femmes) couvre les épreuves de curling, de ski alpin, de patinage artistique, de ski acrobatique, de ski de fond et de snowboard. Le Danemark repart de Nagano avec une médaille d'argent, acquise en curling féminin.

## Médaillés
| Médaille | Nom                                                                       | Sport   | Discipline      |
| -------- | ------------------------------------------------------------------------- | ------- | --------------- |
| Argent   | Jane Bidstrup Dorthe Holm Helena Blach Lavrsen Margit Pörtner Trine Qvist | Curling | Tournoi féminin |

## Athlètes engagés et Résultats

### Curling
L'équipe danoise de curling féminin obtient, au terme du tournoi, le titre de vice-championne olympique, en perdant sur le score de 7-5 contre l'équipe canadienne.

#### Tournoi féminin

##### Phases de poules
Les quatre premières équipes accèdent à la demi-finale.
| Pays            | Capitaine            | G | P |
| --------------- | -------------------- | - | - |
| Canada          | Sandra Schmirler     | 6 | 1 |
| Suède           | Elisabet Gustafson   | 6 | 1 |
| Danemark        | Helena Blach Lavrsen | 5 | 2 |
| Grande-Bretagne | Kirsty Hay           | 4 | 3 |
| Japon           | Mayumi Ohkutsu       | 2 | 5 |
| Norvège         | Dordi Nordby         | 2 | 5 |
| États-Unis      | Lisa Schoeneberg     | 2 | 5 |
| Allemagne       | Andrea Schöpp        | 1 | 6 |

| Danemark | 6 - 5 |  | Allemagne       |
| Danemark | 9 - 3 |  | Grande-Bretagne |
| Danemark | 4 - 5 |  | Suède           |
| Danemark | 5 - 9 |  | Canada          |
| Danemark | 8 - 5 |  | États-Unis      |
| Danemark | 6 - 4 |  | Japon           |
| Danemark | 8 - 3 |  | Norvège         |

#### Phases finales
Demi-finale
| Demi-finale | 1 | 2 | 3 | 4 | 5 | 6 | 7 | 8 | 9 | 10 | Total |
| ----------- | - | - | - | - | - | - | - | - | - | -- | ----- |
| Danemark X  | 1 | 0 | 0 | 1 | 2 | 2 | 1 | 0 | 0 | X  | 7     |
| Suède       | 0 | 0 | 2 | 0 | 0 | 0 | 0 | 2 | 1 | X  | 5     |

Finale
| Finale                    | 1 | 2 | 3 | 4 | 5 | 6 | 7 | 8 | 9 | 10 | Total |
| ------------------------- | - | - | - | - | - | - | - | - | - | -- | ----- |
| Danemark (Lavrsen) Argent | 0 | 2 | 0 | 0 | 0 | 0 | 2 | 0 | 1 | X  | 5     |
| Canada (Schmirler) Or     | 3 | 0 | 0 | 1 | 1 | 1 | 0 | 1 | 0 | X  | 7     |

| Équipe            | Capitaine            | Third          | Second      | Lead        | Remplaçante   |
| ----------------- | -------------------- | -------------- | ----------- | ----------- | ------------- |
| Médaille d'argent | Helena Blach Lavrsen | Margit Pörtner | Dorthe Holm | Trine Qvist | Jane Bidstrup |

### Patinage artistique
Le Danemark n'engage qu'un seul athlète (Michael Tyllesen) au concours de patinage artistique, qui termine à la 9e place du concours masculin.

#### Hommes
| Nom              | Programme court | Programme libre | Total | Rang |
| ---------------- | --------------- | --------------- | ----- | ---- |
| Michael Tyllesen | 9               | 11              | 25.5  | 9e   |

### Ski acrobatique
Une seule skieuse acrobatique danoise est présente en 1998 à Nagano. Celle-ci, qui finit 9e à l'issue des phases qualificatives, termine finalement à la 13e place au terme de la finale.

#### Femmes
| Nom           | Discipline | Qualifications | Qualifications | Qualifications | Finale  | Finale | Finale |
| Nom           | Discipline | Temps          | Points         | Rang           | Temps   | Points | Rang   |
| ------------- | ---------- | -------------- | -------------- | -------------- | ------- | ------ | ------ |
| Anja Bolbjerg | Moguls     | 34 s 41        | 22.41          | 9e Q           | 31 s 38 | 22.09  | 13     |

### Ski alpin
Trois athlètes danois (deux hommes et une femme) participent à différentes épreuves de ski alpin. Aucune médaille n'est remportée cette fois-ci. 

#### Hommes
| Nom             | Discipline   | Manche 1        | Manche 2      | Total           | Total |
| Nom             | Discipline   | Temps           | Temps         | Temps           | Rang  |
| --------------- | ------------ | --------------- | ------------- | --------------- | ----- |
| Tejs Broberg    | Super-G      |                 |               | 1 min 41 s 09   | 35    |
| Tejs Broberg    | Giant Slalom | 1 min 25 s 14   | 1 s 22 min 00 | 2 min 47 s 14   | 27    |
| Arne Hardenberg | Slalom       | N'a pas terminé | –             | N'a pas terminé | –     |

Combiné Hommes
| Nom             | Slalom          | Slalom   | Descente | Total           | Total |
| Nom             | Manche 1        | Manche 2 | Temps    | Temps final     | Rang  |
| --------------- | --------------- | -------- | -------- | --------------- | ----- |
| Tejs Broberg    | N'a pas terminé | –        | –        | N'a pas terminé | –     |
| Arne Hardenberg | N'a pas terminé | –        | –        | N'a pas terminé | –     |

### Femmes
| Nom               | Discipline   | Manche 1        | Manche 2        | Total           | Total |
| Nom               | Discipline   | Temps           | Temps           | Temps           | Rang  |
| ----------------- | ------------ | --------------- | --------------- | --------------- | ----- |
| Katrine Hvidsteen | Giant Slalom | N'a pas terminé | –               | N'a pas terminé | –     |
| Katrine Hvidsteen | Slalom       | 51 s 10         | N'a pas terminé | N'a pas terminé | –     |

## Ski de fond

### Hommes
| Discipline      | Nom            | Total             | Total |
| Discipline      | Nom            | Temps             | Rang  |
| --------------- | -------------- | ----------------- | ----- |
| 10 km classique | Michael Binzer | 30 min 14 s 2     | 46    |
| 15 km poursuite | Michael Binzer | 45 min 12 s 0     | 41    |
| 30 km classique | Michael Binzer | 1 h 49 min 42 s 2 | 58    |
| 50 km libre     | Michael Binzer | 2 h 19 min 20 s 7 | 41    |

1 La liste de départ (avec handicap) dépend des arrivées du 10 km.

## Snowboard

### Hommes

#### Slalom géant
| Nom            | Manche 1      | Manche 2      | Total         | Total |
| Nom            | Temps         | Temps         | Temps         | Rang  |
| -------------- | ------------- | ------------- | ------------- | ----- |
| Mike Kildevæld | 1 min 02 s 75 | 1 min 07 s 67 | 2 min 10 s 42 | 15    |